# Stylidium eriorrhizum
Stylidium eriorrhizum är en tvåhjärtbladig växtart som beskrevs av Robert Brown. Stylidium eriorrhizum ingår i släktet Stylidium och familjen Stylidiaceae. Inga underarter finns listade i Catalogue of Life.